# روزتابی

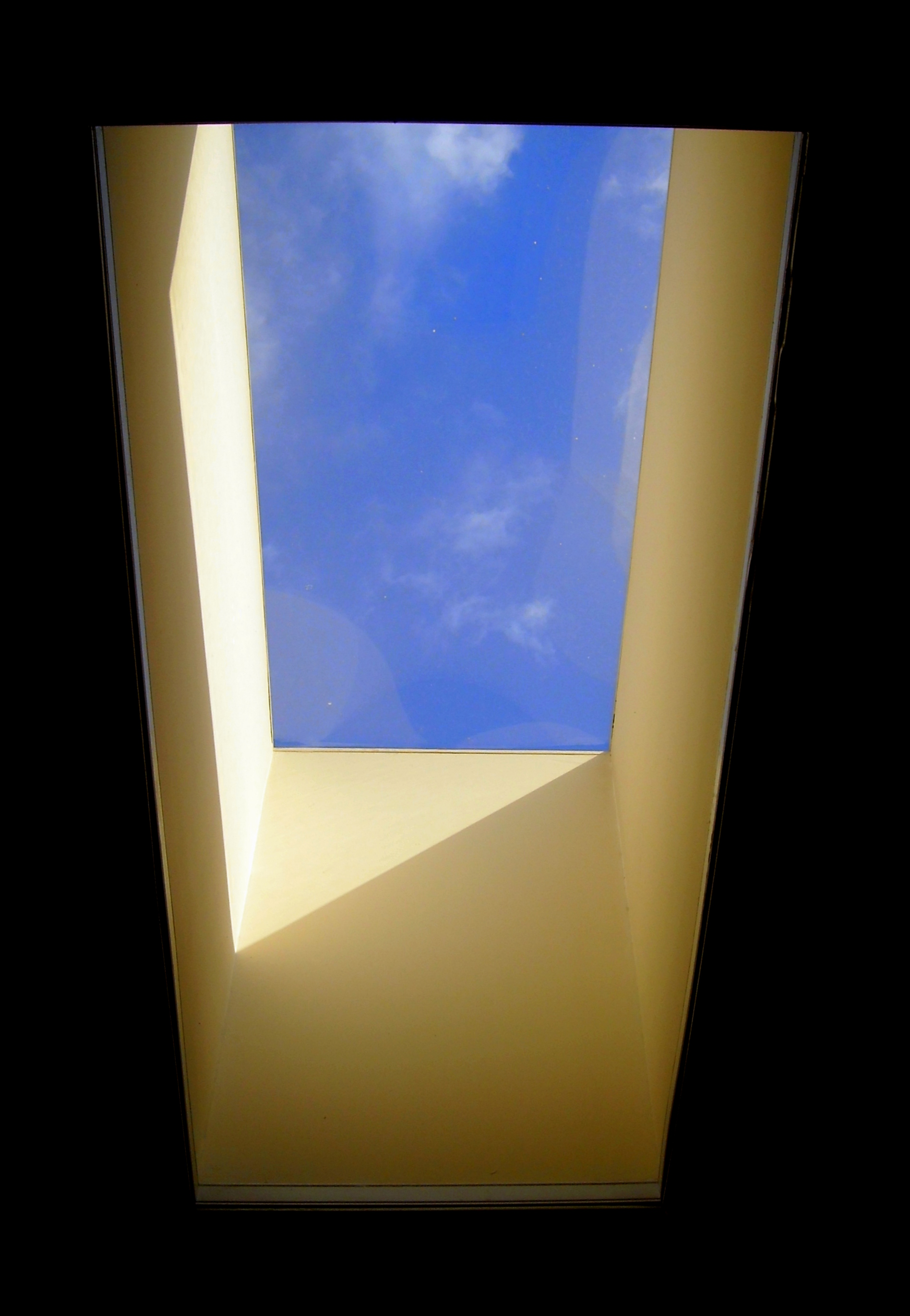
بام‌تاب تأمین‌کننده نور داخلی

روزتابی جایابی پنجره‌ها، بام‌تاب‌ها یا دیگر روزنه‌ها و سطوح بازتابنده به منظور بهبود نور (مستقیم یا نامستقیم) داخلی و کاهش انرژی مصرفی است.